# Chevalier Vital

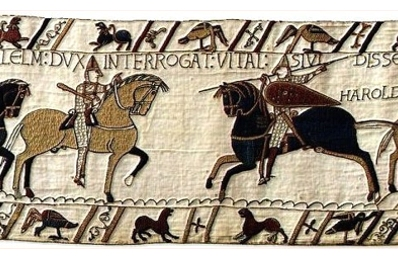
Vital (à droite) indiquant au duc Guillaume où se trouve l'armée d'Harold.

Le chevalier Vital est un personnage connu par sa présence sur la célèbre tapisserie de Bayeux. Il participe très certainement à la bataille d'Hastings (1066), première étape de la conquête normande de l'Angleterre, et est donc un compagnon de Guillaume le Conquérant.
Les historiens pensent qu'il est un suiveur d'Odon, l'évêque de Bayeux, demi-frère de Guillaume le Conquérant. Ils basent cette analyse sur le fait que Vital est un vassal (ou tenant) d'Odon de Bayeux dans le Kent. Pourtant, ce chevalier n'est mentionné dans aucune autre source contemporaine de la bataille de Hastings. Les historiens en ont donc tiré la conclusion que sa présence, ainsi que celle de Wadard et Turold étaient des indices que l'évêque de Bayeux avait commandité la tapisserie, et qu'il avait alors mis exagérément en avant la contribution de son évêché à la victoire de Hastings.
Sur la tapisserie de Bayeux, il est représenté sur le panneau no 49 où il est représenté à cheval, face à Guillaume et Odon tous les deux assis également sur leur monture. Au-dessus de ceux-ci est inscrit  en latin : « HIC WILLELM DUX INTERROGAT VITAL SI VIDISSET HAROLDI EXERCITU » (« Ici le duc Guillaume demande à Vital s'il a vu l'armée d'Harold »). Un peu plus loin, deux soldats, cachés derrière des arbres, espionnent l'armée ennemie.